# Bozsik István (grafikus)
Bozsik István (Miskolc, 1941. december 16. vagy május 16. – Miskolc, 2006. október 15.) grafikusművész.

## Élete

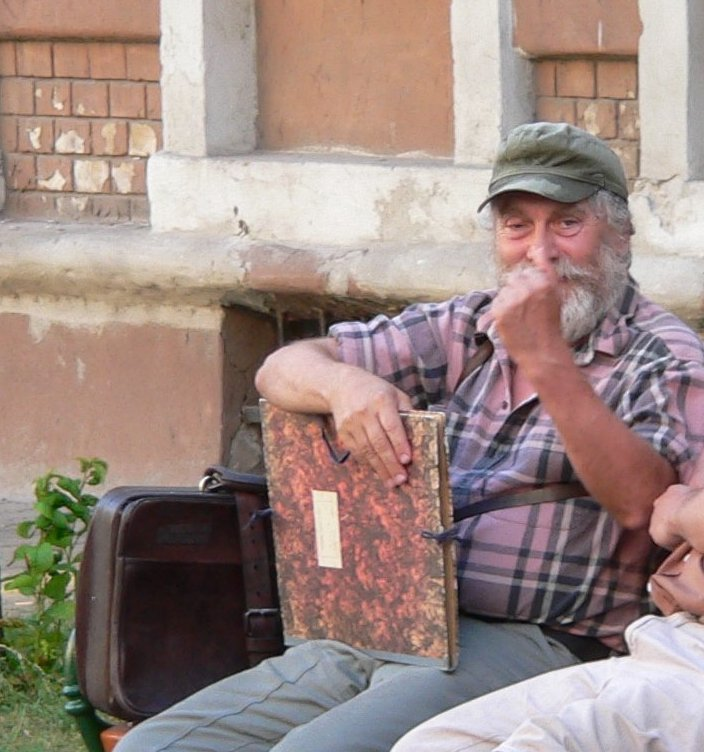
Bozsik István 2005-ben mappájával

Bozsik István miskolci iparoscsalád gyermeke. Rajztehetségére már korai gyermekkorában fény derült, amikor még írni és olvasni sem tudott. A gimnáziumi évek alatt Imreh Zsigmondtól és Meilinger Dezsőtől tanult, majd Budapesten a Képzőművészeti Főiskolán Ék Sándor, Barcsay Jenő és Pap Gyula voltak a mesterei. 1964-től Derkovits-ösztöndíjas lett.
A főiskola utáni évek termékeny időszaka révén a szakma megismerte, elismerte, figyelte. Igen művelt, széles érdeklődési körű művész volt. A vonalak látszólag kusza halmazából álló, aprólékos gondossággal felépített munkái a közönség előtt is ismertté tették a nevét, briliáns rajztudását jóbarátja, Kondor Béla is elismerte, Nagy László, a költő is támogatta. Amikor hazaköltözött Miskolcra, az indulás, az 1960-as évek lendülete egy darabig még szülővárosában is kitartott, szerepelt néhány gyűjteményes és önálló kiállításon, rajzai rendszeresen megjelentek az Észak-Magyarország napilapban és a Napjaink című irodalmi folyóiratban. Kiemelkedően fontos munkája a Miskolc képzőművészete című, a város képzőművészeti történetét feldolgozó munkája, amely 2005-ben jelent meg az Ezredvég folyóiratban. A visszafogott szereplések ellenére is hosszú évtizedeken át Miskolc művészeti életének karakteres egyénisége volt. Sokat publikált, helyi és országos lapokban, folyóiratokban jelentek meg írásai. Szívrohamban halt meg 2006-ban.

## Főbb publikációi
- Egy öreg miskolci piktor emlékezete. Dudás Miklós tájakban gondolkodott. Észak-Magyarország, 1990. március 24.
- Egy miskolci néprajzkutató emlékezete. Bogdál Ferenc. Hírlánc, 1990. november
- Megay Géza ébresztés. Észak-Magyarország, 1995. augusztus 25.
- Miskolc képzőművészete. Ezredvég, 2005/8–9.
- Emlékeim Szalay Lajosról. Ezredvég, 2006/6–7.